# 조명행
조명행은 대한민국의 독성학자이자, 연구부정행위자, 사기범이다.

## 생애
서울대학교 수의학과 교수로 활동하던 그는 독성학 연구에서 유명한 대한민국내 학자로 국립독성과학원과 한국독성학회장을 지냈다. 옥시레킷벤키저의 의뢰로 가습기 살균제의 독성이 없다는 취지의 실험을 위해 일부 데이터를 누락하는 등 혐의로 학계에서는 형사책임 여부와 관계 없이 연구부정행위라는 결정을 내렸으나, 사법부에서는 데이터를 누락해 의뢰자에게 유리한 실험 결과를 생산하더라도 재량껏 했다면 형사책임을 물을 수 없다는 이유로 연구조작 혐의에 대해서는 처벌을 묻지 않았다. 그러나 사기혐의에 대해 징역 1년에 집행유예 2년의 유죄를 인정하였으며, 이에 따라 서울대학교 교수직에서 퇴출되었다.

## 같이 보기
- 유일재